# Melanismo
Melanismo é um fenômeno caracterizado pela produção excessiva, concentrada e considerável do pigmento negro, a melanina, que tem como consequência animais de pele ou pelagem escurecidas, isto devido a mutação genética em animais.

## Descrição

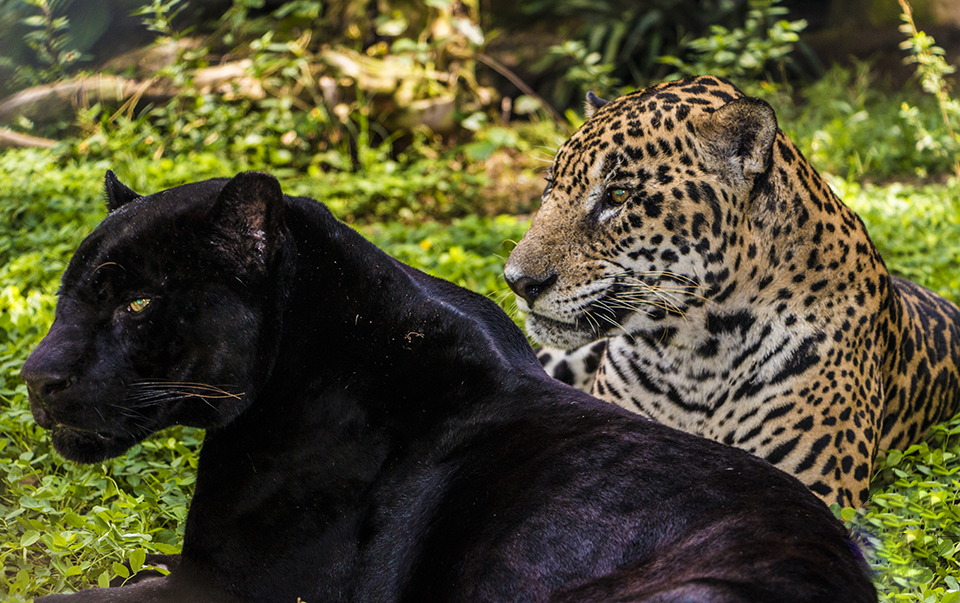
onça-pintada normal ao lado de um exemplar melanístico

O melanismo ocorre no indivíduo, criando áreas de excessiva pigmentação (afetando a pele, penas ou pelos). Tecnicamente, refere-se a um fenótipo no qual a pigmentação de um organismo é completa ou quase completamente concentrada.
Esta condição, no contexto humano, configura a doença denominada melanose que, por sua vez, na botânica, é definida como uma fitopatologia em que há produção de manchas pretas nas folhas das plantas.

## Causas
Além da causa genética, através da existência de genes recessivos, também pode derivar de fator exógeno, como o aumento anormal da temperatura ambiente durante a gestação, que ativa os genes.

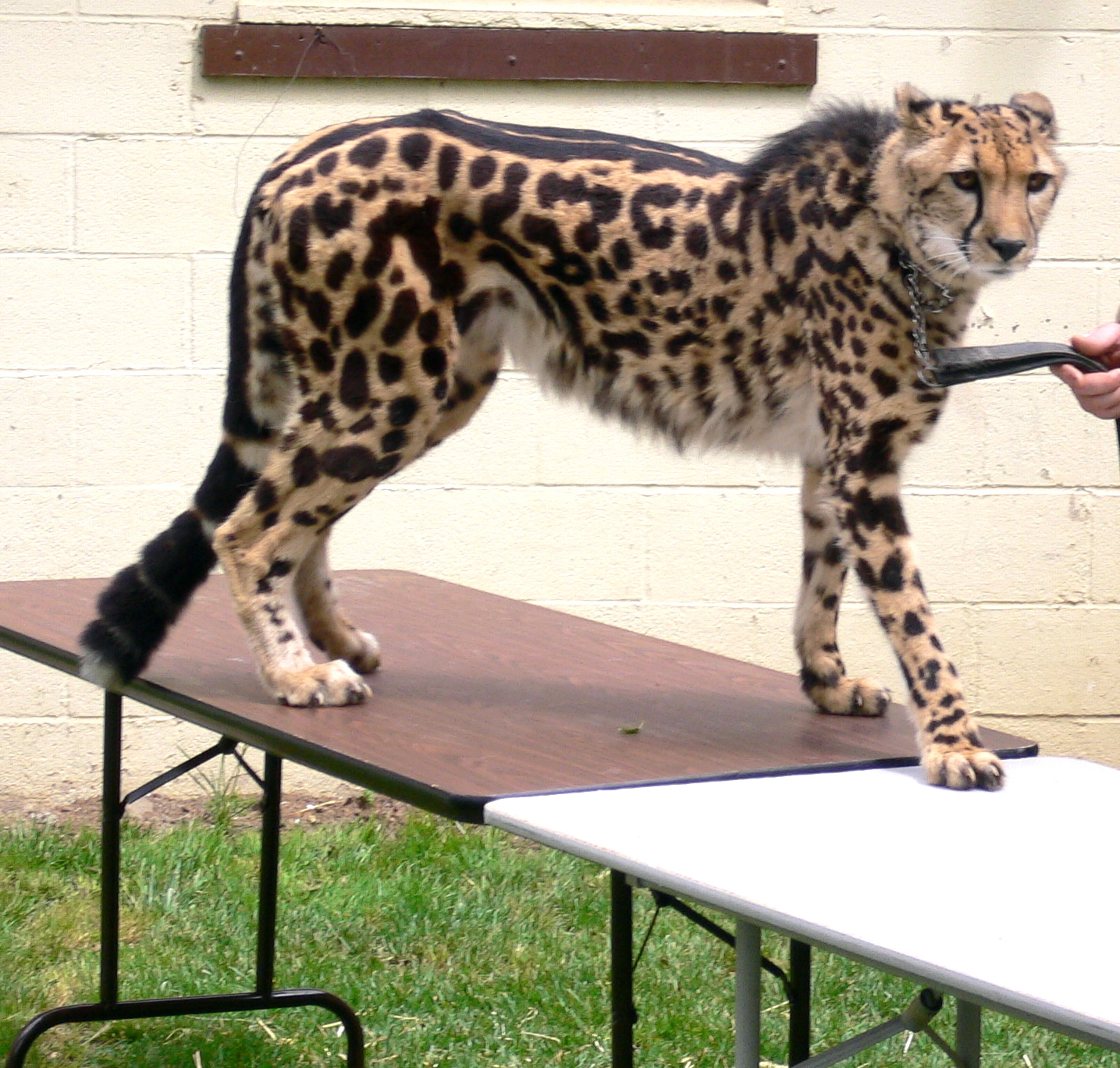
guepardo com pseudo-melanismo

## Pseudo-melanismo
É quando o melanismo só ocorre parcialmente. As manchas ou listras negras características de determinada espécie são anormalmente maiores, mais largas e mais escuras. Está presente em alguns raros animais de espécies como tigres, guepardos, leopardos etc. 

## Melanismo industrial

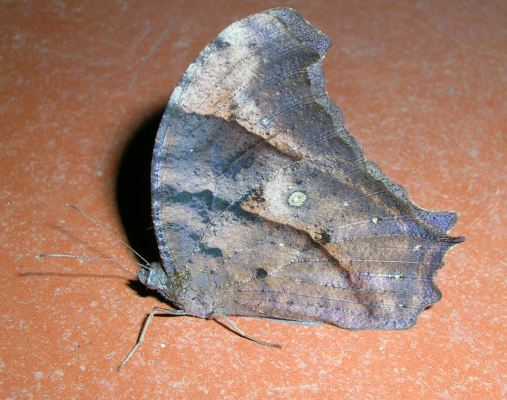
A mariposa Melanitis leda, caso específico do chamado melanismo industrial

Um exemplo clássico de como o melanismo opera na seleção natural foi o aumento verificado no Reino Unido de mariposas com a coloração escura [1][2], numa espécie cuja maior incidência de indivíduos até então era clara. Chamado pela ciência de melanismo industrial, por causa da interferência humana no meio ambiente, decorreu da sobrevivência, a cada geração maior, de indivíduos com estes caracteres.
Este caso é largamente usado como exemplo para se explicar didaticamente o funcionamento dos processos biológicos de seleção das espécies.

## Exemplos naturais

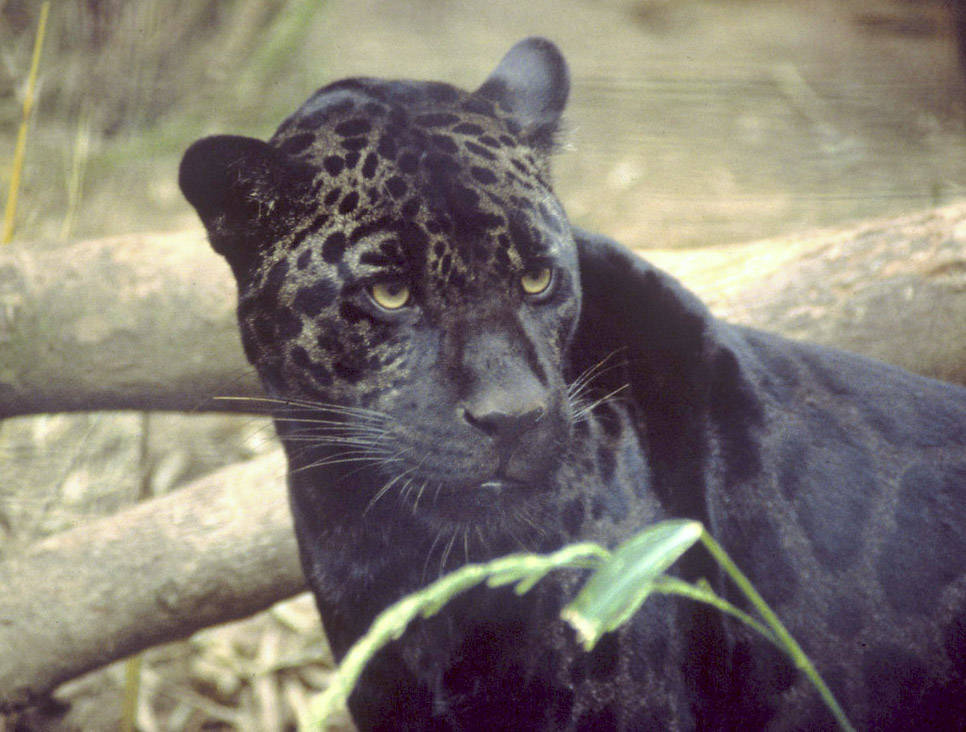
A onça-preta

Um exemplo clássico de melanismo animal é o que ocorre no gênero Panthera, especialmente nas espécies do Leopardo e da onça-pintada, onde os exemplares melânicos são apelidados de "pantera negra".
No Brasil o fenômeno é comum com a espécie local do jaguar(onça-pintada), em que a coloração amarela é substituída por pêlos escuros - quando é chamada de onça-preta, podendo entretanto notar-se a existência das pintas negras("manchas fantasmas") características da espécie, ainda assim; isto está presente também no leopardo.
Na Malásia e sudeste Asiático cerca de 50% dos indivíduos dos leopardos possui esta característica, o que pode ser explicado como uma maior resistência aos vírus.
Além dos felinos, a anomalia pode ser verificada em muitas outras espécies, como roedores (esquilos), répteis (cobra coral) e insetos.